# بایان‌دورلو
بایان‌دورلو (به لاتین: Bayandurlu) یک منطقه مسکونی در جمهوری آذربایجان است که در شهرستان ترتر واقع شده است. بایان‌دورلو ۴۲۸ نفر جمعیت دارد.